# Karma Man Kaya
Karma Man Kaya es una banda uruguaya de Ciudad de la Costa, Solymar que desde 2005 hace temas propios y versiones siempre dentro del estilo Reggae, Ragamuffin, Rock y Hip Hop.

## Historia
Karma Man Kaya se formó en Solymar en el año 2005, haciendo temas propios y versiones siempre dentro del estilo Reggae, Ragamuffin, Rock y hip hop, influenciado por bandas como The Wailers, Peter Tosh, Damian Marley, Steel Pulse, Alpha Blondie, así como diferentes bandas de diversos géneros.
La banda se ha presentado en diversos escenarios tanto en Uruguay como en Argentina, compartiendo actuaciones con artistas de gran importancia como Armandinho (Brasil), Cultura Profética (Puerto Rico), Nonpalidece (Argentina), Resistencia Suburbana (Argentina) e Israel Vibration (Jamaica).
A fines de 2008 y principios de 2009 KMK comienza a desarrollar su primer trabajo discográfico en conjunto con Steven Lema (Kimia Na Mokili), el cual se editó a principios de 2010 agotando su primer tiraje.
El disco cuenta con varios artistas invitados de bandas como Congo, Kimia Na Mokili y Nyabinghi. En la edición 2011 de los Premios Graffiti la banda fue premiada como mejor disco de regggae/ska. 
Ese mismo año KMK recibe otro premio pero esta vez por promover la cultura de la Costa de Oro, en los premios Costa 2011.
En 2011 la banda quedó clasificada para el Rototom Reggae Contest con un alto número de votos. En febrero de 2012 Karma Man Kaya queda clasificada para la semifinal con el primero puesto representando a Uruguay en el certamen.
A fines del 2016 KMK edita su segundo trabajo discográfico con el nombre de RENACE bajo la producción de Mateo Moreno, editado por el sello discográfico Montevideo Music Group, el cual fue presentado el 16 de mayo de 2017 en Sala Zitarrosa.
El mismo fue grabado en su totalidad en los estudios PELOLOCO y cuenta con varios invitados como lo son Sebastián Teysera (La Vela Puerca), Nestor Ramljak (Nonpalidece), Gonzalo Brown (Abuela Coca), Guzmán Mendaro (ex Hereford), Mati Maldonauta, entre otros. Es un disco donde se fusionan nuevos sonidos y donde se experimentan nuevas fusiones con estilos musicales distintos.
El nombre de este nuevo disco se debe a que los integrantes de la banda, después de evaluar cómo se sentían en esta nueva etapa, sintieron que hubo un renacimiento, una evolución, un cambio, tanto en lo personal como en lo musical, un volver.
Al día de hoy la banda se compone por:
- Voz - Camilo Fulchi
- Guitarras - Lautaro Moreno y Nicolás Domenech
- Bajo - Nicolás Estévez
- Teclados - Felipe Rodríguez
- Batería - Luigi Fulchi
- Coros - Mai
- Vientos - Javier Magnou, Daniel de los Santos

## Discografía
- 2010 - Karma Man Kaya
- 2016 - Renace

- Datos: Q25407616